# هالدن
هالدن (بالنرويجية: Halden) هي بلدة وبلدية تقع في مقاطعة أوستفولد، النرويج. يُقدّر عدد سكانها بـ 29,220 نسمة ومساحتها 642 كم2.
تقع مدينة هالدن على بُعد حوالي 120 كم جنوب أوسلو و190 كم شمال غوتنبرغ و12 كم شرق المعبر الحدودي في سفينسوند. تشتهر بالصناعات التكنولوجية، وبها واحد من المفاعلات النووية البحثية الاثنين في النرويج.

## أعلام
- جون أنكر
- كشمير كات
- كارل أدولف داهل
- جوني هيلجيسين
- اميلي موبيرج
- آرنه بوريسن
- باول بيدرسن
- آرنه أندرسن
- أرنستاين أرنبيرج
- هاكون فيوم لاي